# Ліщина Андрій Васильович
Андрі́й Васи́льович Ліщи́на (11 лютого 1985 — 20 червня 2016) — молодший сержант Збройних сил України, учасник російсько-української війни.

## Життєпис
Народився 1985 року в селі Звиняче (Горохівський район, Волинська область). Закінчив звинячську школу, створив сім'ю, проживав у своєму селі.
Навесні 2015 року призваний за мобілізацією; молодший сержант, військовослужбовець 43-го окремого мотопіхотного батальйону «Патріот», командир відділення.
19 червня 2016 року в районі міста Авдіївка троє військовиків виїхали з розташування роти, щоб набрати води для підрозділу. На ґрунтовій дорозі біля Новоселівки Другої вантажівка наїхала на міну, військовики зазнали опіків та поранень. 20 червня Андрій помер від опіків у лікарні Покровська.
Похований в селі Звиняче.
Без Андрія лишилася мама Оксана Матвіївна, дружина Інна , доньки Вікторія 2004 р.н. й Анастасія 2007 р.н.

## Нагороди та вшанування
- указом Президента України № 421/2016 від 29 вересня 2016 року «за особисту мужність і високий професіоналізм, виявлені у захисті державного суверенітету та територіальної цілісності України, вірність військовій присязі» — нагороджений орденом «За мужність» III ступеня (посмертно)[1]
- 15 грудня 2016 в звинячівській ЗОШ відкрито і освячено меморіальну дошку Андрієві Ліщині.